# Discocheilus multilepis
Discocheilus multilepis är en fiskart som först beskrevs av Wang och Li, 1994.  Discocheilus multilepis ingår i släktet Discocheilus och familjen karpfiskar. Inga underarter finns listade i Catalogue of Life.